# 基尔帝国船厂
基尔帝国船厂（德語：Kaiserliche Werft Kiel）是一家成立于1867年的德国造船企业。

## 历史
最初名为“基尔王国船厂”（Königliche Werft Kiel），但随着德意志帝国的建立而于1871年更名。它与但泽帝国船厂和威廉港帝国船厂一同，是为普鲁士海军暨德意志帝国海军生产军舰和水上飞机的三个造船厂之一。基尔帝国船厂几乎专门用于建造大型军舰（例如巡洋舰），并且在第一次世界大战结束前还收到了生产涡轮巡洋潜艇的订单。它负责帝国海军所有舰艇的新建、保养以及通用设备供应和改造，其中新建舰艇仅占船厂工作量的一小部分。由于帝国船厂是严格按照军事化组织和管理的，船厂厂长也由海军官员担任，故而经济效益相应会低于私营船厂，因为前者不仅要确保新建，还要兼顾维修保养和物资储存任务。随着一战结束，基尔帝国船厂被迫关闭，但当德意志船厂于1925年在他们的船坞原址上成立时，船厂再次开业（一直使用到1945年，后于1955年由霍瓦兹-德意志造船厂重新启用为造船厂）。